# Tingena berenice
Tingena berenice är en fjärilsart som först beskrevs av Edward Meyrick 1929.  Tingena berenice ingår i släktet Tingena och familjen praktmalar. Inga underarter finns listade i Catalogue of Life.